# Chiesa del Carmelo (Alghero)
La chiesa del Carmelo è un luogo di culto situato nel centro storico di Alghero, a ridosso delle fortificazioni spagnole. Consacrata al culto cattolico, fa parte della parrocchia dell'Immacolata Concezione (S. Maria) nella diocesi di Alghero-Bosa.
La fondazione della chiesa, ufficialmente il 12 dicembre 1644, coincide con quella del vecchio convento e fu opera di due carmelitani catalani, Briòs e Brunacho che, grazie ai lasciti e alle donazioni della gente del posto, acquistarono tre edifici attigui, poi trasformati in un grande spazio religioso comprendente chiesa e convento - quest'ultimo non più esistente a causa di un incendio che lo distrusse nel 1889.

## Descrizione
L'edificio è costruito in pietra arenaria. La facciata esterna, realizzata nel 1749 con la creazione di un piccolo atrio porticato che introduce alla chiesa, si presenta timpanata, con due paraste d'angolo e segnata da una cornice che la divide in due ordini. In quello superiore sono presenti due finestre che si aprono sul matroneo, permettendo l'illuminazione naturale dell'aula interna mentre all'interno del timpano è visibile un rosone ormai quasi illeggibile. La facciata è conclusa da un campaniletto a vela composto da tre arcate ma con solo due campane. L'ingresso alla chiesa, che risulta sollevata rispetto al piano stradale, avviene grazie ad un'ampia apertura arcuata e tramite due brevi scalinate: la prima che immette al porticato e la seconda che introduce alla chiesa vera e propria.

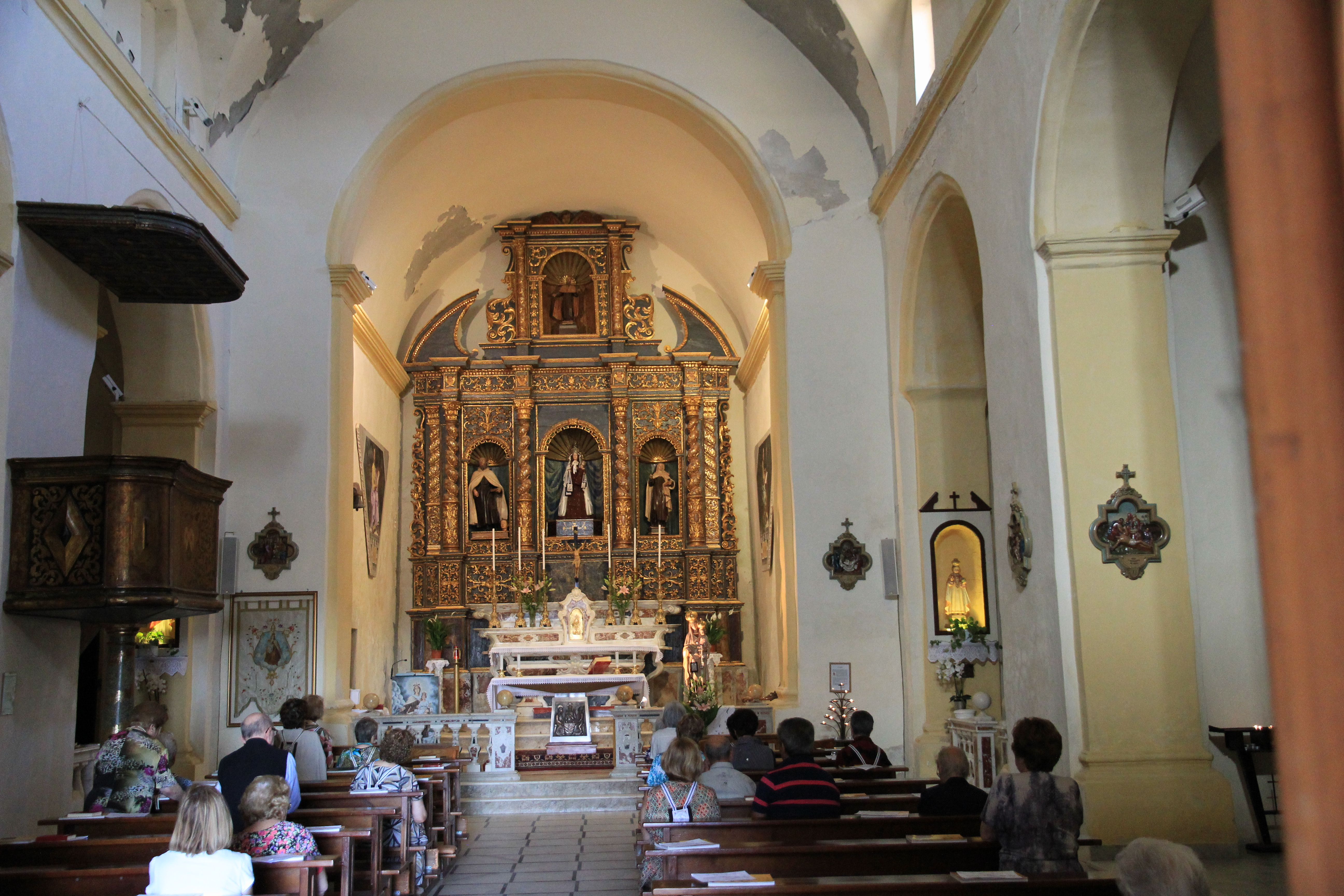
Interno

L'interno presenta un'aula a pianta rettangolare con navata unica centrale, coperta con volta a botte, su cui si affacciano tre cappelle per lato. Sul fondo, nell'abside, spicca il maestono retablo in legno dorato e policromo, intagliato e decorato da maestro probabilmente sassarese, tra la fine del XVII secolo e l'inizio del XVIII. Il presbiterio è sollevato di due gradini rispetto al piano della navata ed è delimitato da una balaustra in marmo venato; accoglie l'altare anch'esso in marmo dello stesso stile e probabile stessa mano della balaustra, quest'ultima riportante un bassorilievo della Madonna col bambino.
Le cappelle laterali, voltate a crociera, sono dedicate a sant'Alberto, a Maria Maddalena de' Pazzi, a san Franco Lippi, alle Anime sante, alla Madonna dels Desemparats (dei Diseredati), già di santa Caterina Fieschi, e al Crocifisso; le ultime due sono delimitate da una balaustra un marmo. Sulla sinistra, tra la prima e la seconda cappella, risalta il pulpito, in legno finemente intagliato, che riporta lo stemma dell'Ordine carmelitano.